# Coroiditis serpiginosa

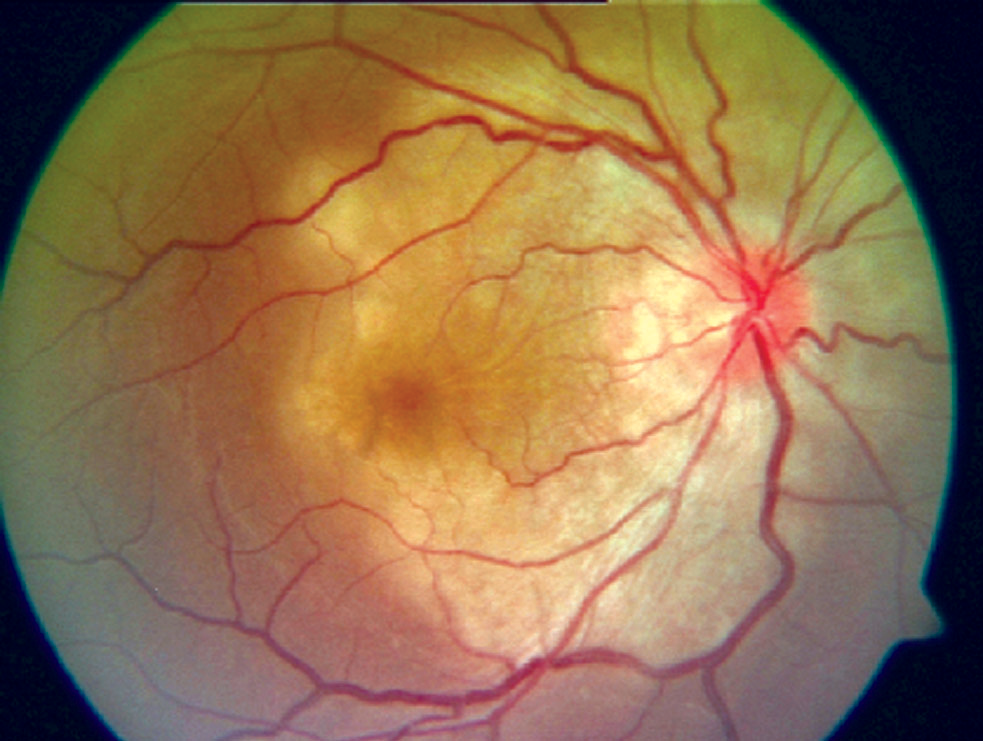
Imagen del fondo de ojo en la que se aprecia coroiditis
serpiginosa

La coroiditis serpiginosa, también llamada coroidopatía geográfica helicoide, es una enfermedad ocular poco frecuente que afecta a la retina y coroides, provocando pérdida de visión progresiva. Es un proceso crónico no hereditario, de causa desconocida, que evoluciona lentamente por brotes y suele afectar a los dos ojos de manera desigual. Los síntomas iniciales consisten en pérdida de agudeza visual y presencia de escotomas (zonas ciegas en el campo visual). En estadios avanzados suele afectar a la mácula lútea, provocando en tal caso perdida muy importante de visión en el ojo afectado.